# Georgi de Metz
Georgi Georgijevich de Metz (em russo:  Георгий Георгиевич де Метц, em ucraniano:  Георгій Георгійович Де-Метц, transl. Heorhij Heorhijowytsch De-Metz; Odessa, Império Russo, 20 de maio [Calend. juliano: 8 de maio] 1861 – Kiev, República Socialista Soviética da Ucrânia, 9 de março de 1947) foi um físico russo. Foi especialista na área da radioatividade.

## Formação e carreira
Filho de um engenheiro belga, nasceu em Odessa, onde completou o ginásio em 1881 e começou no mesmo ano a estudar na Faculdade de Física e Matemática da Universidade Nacional de Odessa, obtendo o diploma em maio de 1885. Em 1887 recebeu uma bolsa da universidade para se preparar para um cargo de professor na Universidade de Estrasburgo. Após seu retorno trabalhou no Instituto de Física da Universidade Nacional de Odessa e recebeu em 1888 o título de professor. Em 12 de outubro de 1889 obteve um mestrado em física e, em 31 de maio de 1891, após defender sua dissertação, foi confirmado como doutor em física.
Morreu aos 85 anos de idade em Kiev e foi sepultado no Cemitério de Lukyanivka.

## Condecorações
- 1891 Ordem de Santo Estanislau 3.ª Classe
- 1900 Ordem de Santa Ana 3.ª Classe
- 1900 Ordem de Santo Estanislau 2.ª Classe
- 1904 Ordem de Santa Ana 2.ª Classe
- 1908 Ordem de São Vladimir 4.ª Classe
- 1914 Ordem de São Vladimir 3.ª Classe
- 1917 Ordem de Santo Estanislau 1.ª Classe[3]